# Сепарація мінералів
Сепарація мінералів (рос. сепарация минералов, англ. separation of minerals, нім. Separation f der Mineralen) — у геології — розділення мінералів за їх основними фізичними властивостями на групи. Може протікати у природних умовах, наприклад у розсипах при їх відкладенні і перевідкладенні, а також реалізована штучно. У промисловості сепарацію мінералів здійснюють методами збагачення корисних копалин з метою виділення мономінеральних фракцій.

## Сепараційна характеристика
Сепараційна характеристика — математична абстракція розділювального апарату, яка відображає імовірність переходу вузької фракції частинок певної розділювальної ознаки Хi в один з
продуктів збагачення корисних копалин. Апарат має стільки
сепараційних характеристик Pj(Хi), скільки він виділяє
продуктів, — n.